# Lamborghini Veneno
O Lamborghini Veneno é um supercarro exclusivo apresentado pela primeira vez no Salão Internacional do Automóvel de Genebra de 2013. O carro é baseado no Lamborghini Aventador e foi criado para celebrar o 50º aniversário da Lamborghini. O protótipo, Carro Zero, tem acabamentos em cinzento e inclui uma bandeira italiana vinílica nas duas faces laterais do carro. O motor é uma evolução do Aventador e produz 750 ps/cv, (550 kW, 740 hp).
Foram produzidas apenas três unidades coupê, uma verde, uma vermelha e outra branca, cada uma representando as cores da bandeira de Itália, e 9 conversíveis. O Carro Zero vai ser posto em exposição para o museu. Cada um dos três carros de produção custarão 12 milhões de euros, e todos esses foram vendidos, sendo que dois estão destinados para os Estados Unidos.

## Origem do nome
O Lamborghini Veneno ganhou esse nome, como aconteceu com outros modelos da marca, por causa de um famoso touro das touradas espanholas. Veneno, explica a marca, é um dos touros mais fortes e mais agressivos de todos os tempos. Ele ficou conhecido em 1914, depois de ferir e matar o famoso toureiro José Sánchez Rodríguez na cidade espanhola de Sanlúcar de Barrameda, na Andaluzia.

## Veneno Roadster (2014)
O Veneno Roadster é a limitada (máxima 9 unidades) versão do Lamborghini Veneno conversivel em comemoração ao 50º aniversário da Automobili Lamborghini. Ele tem rodas de liga leve exclusivas, Rosso Veneno (vermelho) cor da carroçaria e dois assentos individuais feitas em Forged Composite e CarbonSkin. O Veneno Roadster tem uma velocidade máxima de 356 km / h (221 mph) e vai de 0-100 km / h (0-62 mph) em 2,9 segundos.
Foi apresentado num porta-aviões italiano atracado em Abu Dhabi, seguido pelo Consumer Electronics Show de Las Vegas de 2014.
O roadster foi colocado à venda por 3 300 000 euros (excluindo impostos).

### Especificações (Roadster)
O grande e potente motor V12 de 6,5 litros está localizado no eixo traseiro. Com 750 cavalos de potência, faz o veículo acelerar de 0 a 100 km/h em apenas 2,9 segundos e a velocidade máxima chega a 355 km/h. Acoplada está uma transmissão de sete velocidades com cinco modos de funcionamento, além de uma tração integral nas quatro rodas.
O carro é equipado com pneus Pirelli de medidas 255/30 ZR20 e 355/25 ZR21, respectivamente.

## Jogos com o Lamborghini Veneno
- Asphalt 8: Airborne
- The Crew 2
- CSR Racing
- Driveclub
- Forza Motorsport 5
- Forza Motorsport 6
- Forza Motorsport 7
- Forza Motorsport
- Forza Horizon 2
- Forza Horizon 3
- Forza Horizon 4
- Need for Speed: Rivals
- Real Racing 3
- Gran Turismo Sport
- Gran Turismo 7
- Need For Speed: No Limits

## Galeria

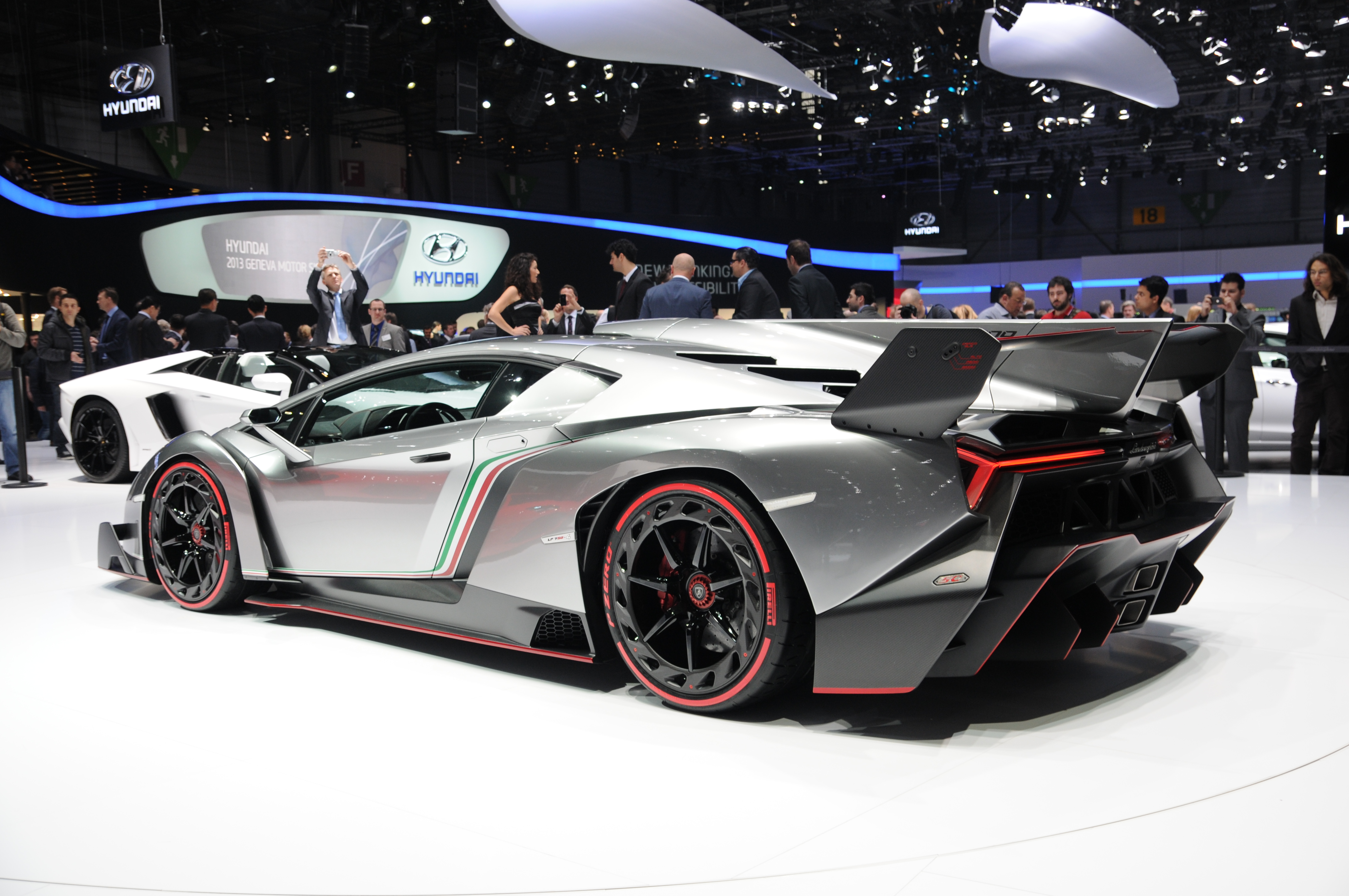
2/3 vista traseira.
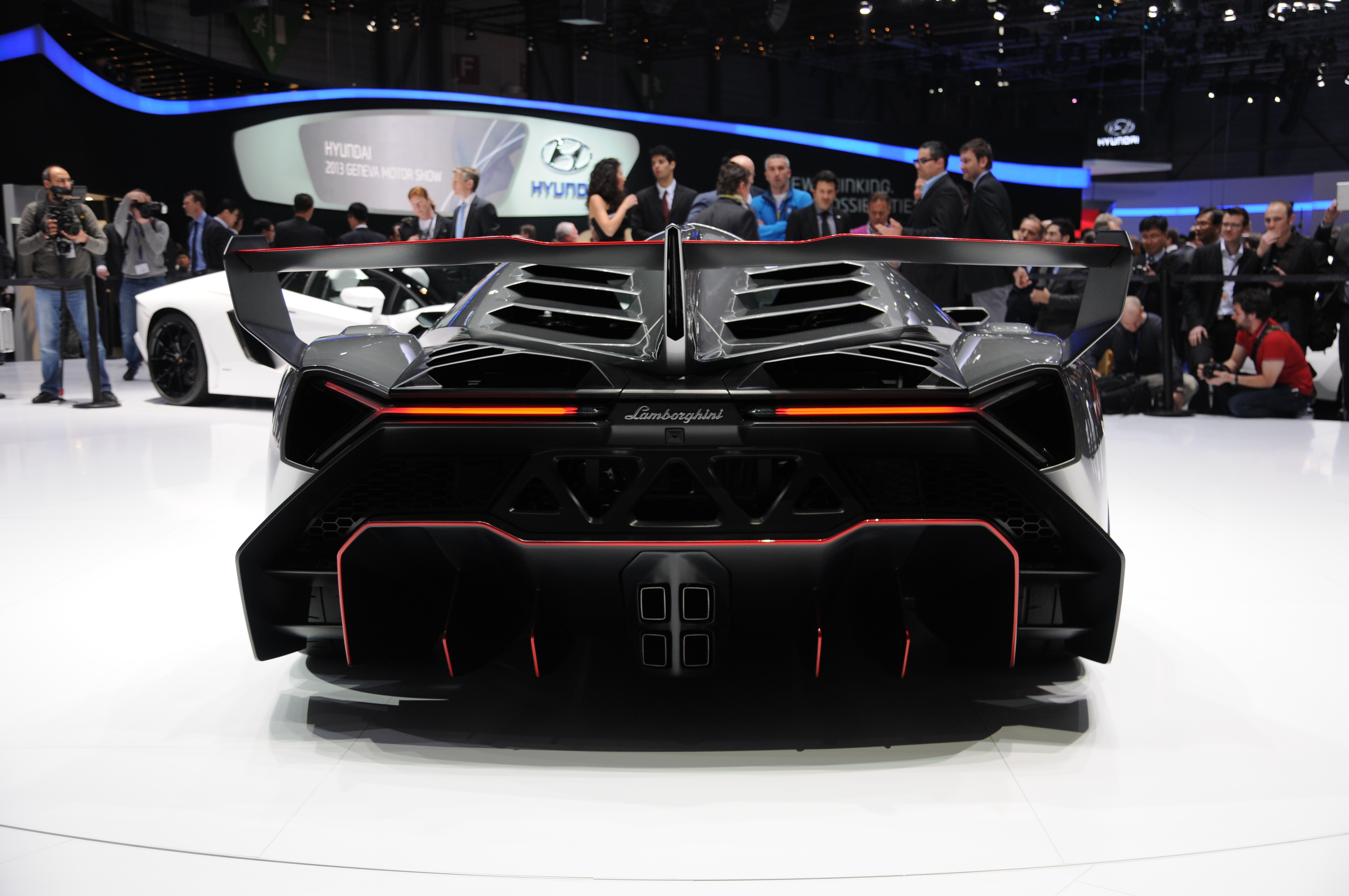
Vista traseira.
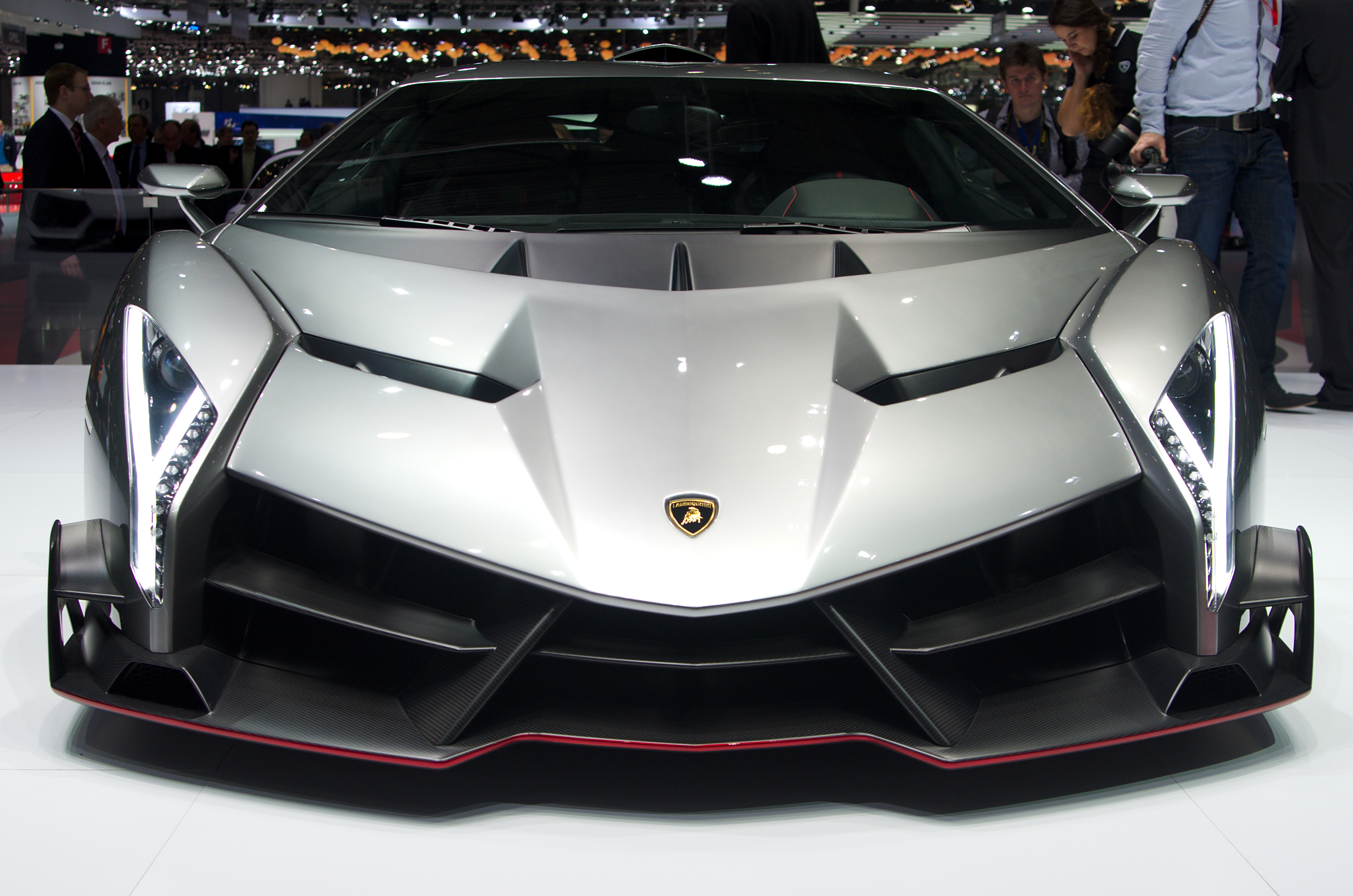
Vista frontal
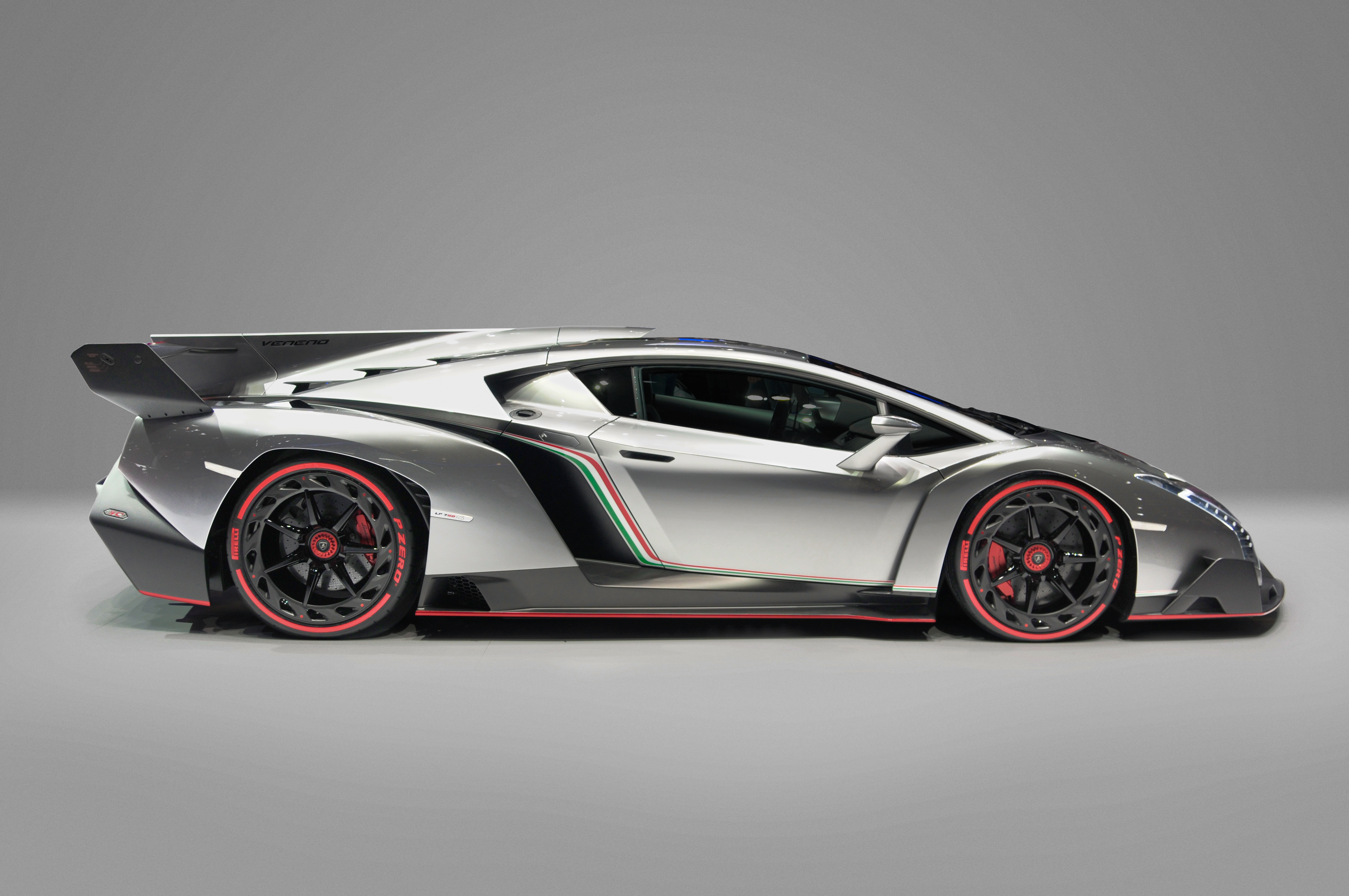
Vista lateral